# Telemiades
Telemiades là một chi bướm ngày thuộc họ Bướm nâu.